# 톰과 제리: 하우스 트랩
《톰과 제리: 하우스 트랩》(영어: Tom and Jerry in House Trap)는 2000년에 출시된 멧돼지 게임스의 비디오 게임이다.